# Дальстрём, Ката
Анна Мария Катарина «Ката» Дальстрём (швед. Kata Dalström, урождённая Карлберг, Carlberg; 1858—1923) — шведская социалистка, известная как «мать социалистического рабочего движения» в Швеции.

## Биография

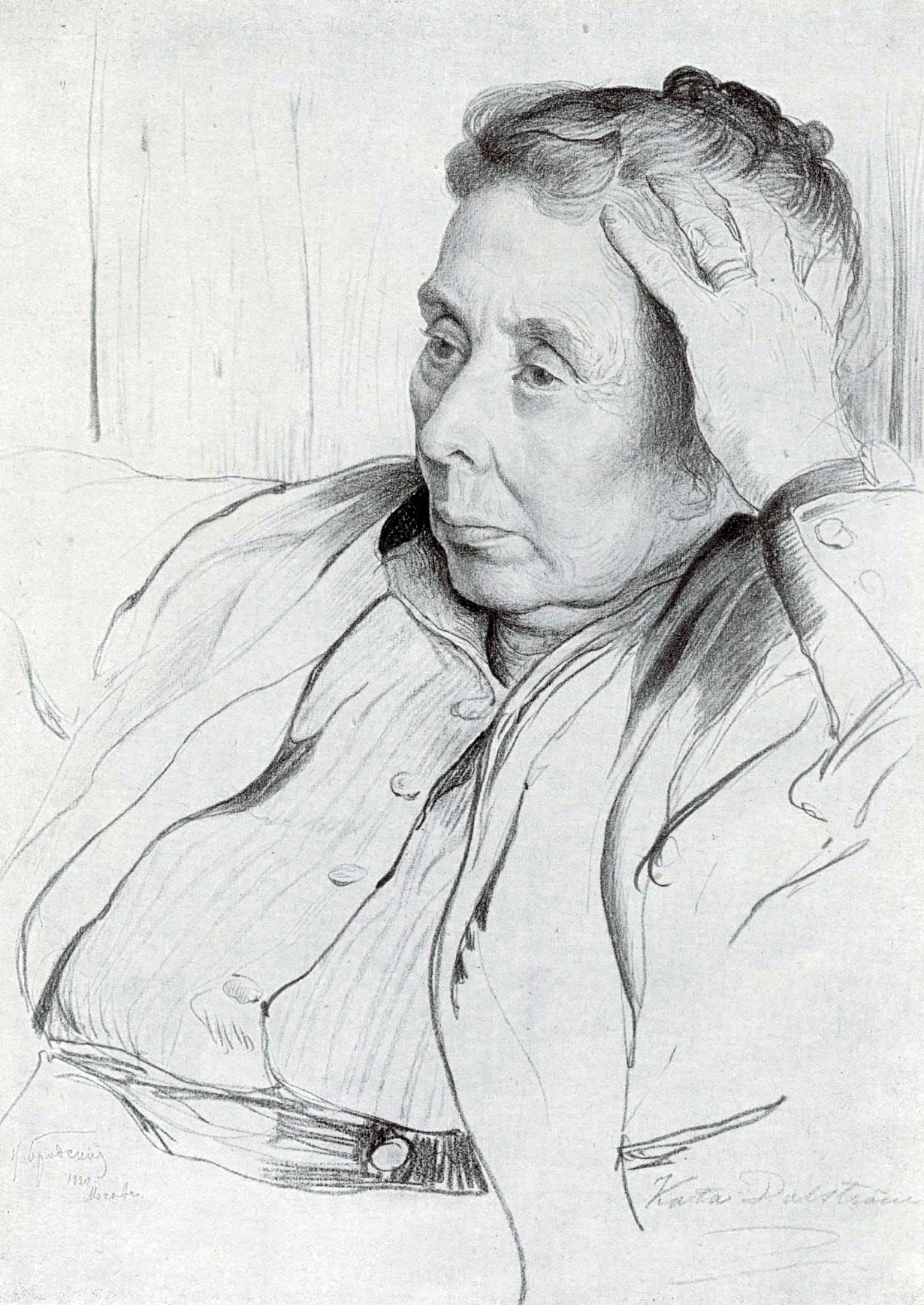
К. Дальстрём на Втором конгрессе Коминтерна (1920). Портрет работы И. Бродского

Родилась в состоятельной профессорской семье. Её взгляды сформировались в интеллектуальном кругу Эллен Кей и Кнута Викселля, приведя вначале к либерализму, а затем к социализму. В 1870—1880-х годах принимала активное участие в радикально-буржуазном женском движении Швеции. Занималась социальной работой, помощью детям и молодым матерям, а также историей культуры.
В 1894—1917 годах — активистка Социал-демократической рабочей партии Швеции. Сотрудничала в социалистических изданиях Socialdemokraten, Stormklockan и Politiken. Участвовала в съездах партии в Стокгольме в 1897, в Мальмё в 1900 и вновь в Стокгольме в 1902 году. В 1900—1905 годах была членом Исполкома СДПШ, став первой женщиной в руководстве шведских партий. Была в составе шведской делегации на Международном социалистическом конгрессе в Копенгагене в 1910 году.
С 1898 года участвовала в профсоюзной работе. С 1902 года входила в состав общешведского забастовочного комитета, была причастна к организации крупных стачек 1905, 1908 и 1911 годов. Считалась одной из сильнейших и популярнейших агитаторов в шведском рабочем движении. Выступала за прекращение шведско-норвежской унии и независимость Норвегии от Швеции.
Хотя она, будучи оппоненткой анархизма, поддержала Карла Яльмара Брантинга против Хинке Бергегрена, но всегда принадлежала к левому крылу социал-демократов. Во время Первой мировой войны примкнула к Циммервальдской левой.
В 1917 вступила в Коммунистическую партию Швеции. Ката Дальстрём принимала участие в работе II конгресса Коминтерна (Москва, 1920). Однако она была обеспокоена нараставшими антидемократическими тенденциями в СССР и вместе с Цетом Хёглундом отошла от коммунистической партии, оставаясь на довольно радикальных левых позициях. 
Среди причин её разногласий с компартиями был и религиозный вопрос — как сторонница толстовства и христианского коммунизма Дальстрём находила социалистические идеи вполне совместимыми с христианским вероучением и ратовала за возвращение к «изначальному христианству» (на вопрос «Может ли коммунист быть христианином?» она ответила: «А капиталист может быть христианином?»). К концу жизни она объявила себя буддисткой.
Дальстрём написан ряд работ о положении рабочего класса Швеции, несколько художественных произведений, работ о скандинавской мифологии и легендах, а также переведены на шведский язык некоторые работы Карла Маркса.